# Erica amatolensis
Erica amatolensis är en ljungväxtart som beskrevs av E.G.H. Oliver. Erica amatolensis ingår i släktet klockljungssläktet, och familjen ljungväxter. Inga underarter finns listade i Catalogue of Life.